# Bob Craig (hockey sur glace)
 (janvier 2019).
Bob Craig (né le 30 juillet 1952 à Hudson Baydans la province du Saskatchewan au Canada) est un joueur de hockey sur glace. Il évoluait au poste de défenseur.

## Carrière
Bob Craig commence sa carrière dans la Ligue de hockey de la Colombie-Britannique (LHCB) au sein de l’équipe des Essos de Vernon, avec qui il dispute deux championnats, 1969-1970 et 1970-1971.
La saison suivante, 1971-1972, il la dispute toujours dans le junior, mais à un échelon supérieur, en Ligue de hockey de l’Ouest (LHOu) dans l’effectif des Bruins de New Westminster.
Lors de la saison 1972-1973, il fait partie de l’équipe des Americans de Rochester et évolue en Ligue américaine de hockey (LAH).
La saison suivante 1973-1974, il évolue pour les Reds de Providence en LAH et pour les Six-Guns d'Albuquerque en Ligue centrale de hockey (LCH).
En 1974-1975, il évolue toujours dans l’équipe des Reds de Providence, mais est aussi relégué dans une ligue inférieur, la Ligue internationale de hockey (LIH) au sein de l’effectif des Flags de Port Huron.
Lors de la saison 1975-1976, il signe un contrat avec les Clippers de Baltimore, en LAH. Il va disputer avec la saison complète, les 76 matchs de la saison régulière, pour 37 points et 112 minutes de pénalités.
À 24 ans, il renonce à continuer dans le circuit professionnel, mais dispute encore deux saisons (1976-1977 et 1977-1978) dans un championnat amateur, la Ligue internationale de Hockey de l’Ouest, au sein de l’effectif des Royals de Cranbrook.

## Statistiques
| Saison    | Équipe                    | Ligue |    | Saison régulière | Saison régulière | Saison régulière | Saison régulière | Saison régulière |   | Séries éliminatoires | Séries éliminatoires | Séries éliminatoires | Séries éliminatoires | Séries éliminatoires |
| Saison    | Équipe                    | Ligue | PJ | B                | A                | Pts              | Pun              | PJ               | B | A                    | Pts                  | Pun                  |                      |                      |
| 1969-1970 | Essos de Vernon           | LHCB  | -- | --               | --               | --               | --               |                  |   |                      |                      |                      |                      |                      |
| 1970-1971 | Essos de Vernon           | LHCB  | -- | --               | --               | --               | --               |                  |   |                      |                      |                      |                      |                      |
| 1971-1972 | Bruins de New Westminster | LHOu  | 50 | 5                | 11               | 16               | 135              |                  |   |                      |                      |                      |                      |                      |
| 1972-1973 | Americans de Rochester    | LAH   | 25 | 2                | 2                | 4                | 17               | 6                | 0 | 0                    | 0                    | 7                    |                      |                      |
| 1973-1974 | Reds de Providence        | LAH   | 41 | 1                | 2                | 3                | 49               |                  |   |                      |                      |                      |                      |                      |
| 1973-1974 | Six-Guns d'Albuquerque    | LCH   | 12 | 0                | 2                | 2                | 23               |                  |   |                      |                      |                      |                      |                      |
| 1974-1975 | Reds de Providence        | LAH   | 36 | 5                | 6                | 11               | 42               | 2                | 0 | 0                    | 0                    | 4                    |                      |                      |
| 1974-1975 | Flags de Port-Huron       | LIH   | 16 | 0                | 8                | 8                | 28               | 4                | 0 | 1                    | 1                    | 20                   |                      |                      |
| 1975-1976 | Clippers de Baltimore     | LAH   | 76 | 18               | 19               | 37               | 112              |                  |   |                      |                      |                      |                      |                      |
| 1976-1977 | Royals de Cranbrook       | LIHO  | -- | 14               | 47               | 61               | 117              |                  |   |                      |                      |                      |                      |                      |
| 1977-1978 | Royals de Cranbrook       | LIHO  | -- | 9                | 41               | 50               | 171              |                  |   |                      |                      |                      |                      |                      |